# 孝懿王后
孝懿王后 金氏（こういおうこう きんし、ヒョウィワンフ キムシ）は、李氏朝鮮第22代国王である正祖の正妃。本貫は清風金氏。

## 生涯
清原府院君金時黙と、その妻の唐城府夫人南陽洪氏の娘として生まれる。父の金時黙は顕宗の王妃であった明聖王后と親戚（金時黙の高祖父の金佑明は明聖王后の父）であった。清風金氏より世孫嬪（王の跡継ぎにあたる孫の正室）を、との英祖の意向により世孫の李祘の正室に選ばれ、離宮に入宮したが、天然痘を患ったため回復を待った後、乾隆27年（1762年）2月、10歳で李祘と結婚して世孫嬪に冊封された。金氏の従姉妹は李祘の実母の恵慶宮洪氏の弟の洪楽倫と結婚し、王室と二重三重の姻戚関係を持つこととなった。
乾隆41年（1776年）、夫の李祘が即位して正祖となったことに伴い王后に冊封された。正祖との間に子がなかったため、後宮のひとり綏嬪朴氏が産んだ李玜（後の純祖）を養子とした。嘉慶5年（1800年）に正祖が薨去した後は王大妃となった。
生前の金氏には尊号を与える話が多くあったが、これらを全て拒絶していた。道光元年（1821年）に69歳で薨去した後、水原（現在の華城市）の健陵に埋葬された。また尊号として「睿敬慈粋孝懿王后」が追贈されたが、後に「荘徽」も追贈されて「荘徽睿敬慈粋孝懿王后」となった。光武3年（1899年）には正祖が高宗より「正祖宣皇帝」と追尊されたことに伴い、「宣皇后」と追尊された。

## 人物
知性では姑の恵慶宮洪氏をも凌ぐと言われ、宮中で感心されていたという。また孝心が篤く、義祖母にあたる貞純王后や姑の恵慶宮洪氏によく仕えたので、宮中で感嘆しない人がいなかったと伝えられる。義父の妹である和緩翁主のいびりも物ともしなかった。義理の妹にあたる清衍郡主や清璿郡主とは仲が良く、清璿郡主の死後はその子女の面倒も見た。

## 家族
- 玄祖父：金佑明
- 養高祖父：金万冑
- 養高祖父：金錫翼
- 実高祖父：金錫衍
- 養曾祖父：金道済（金万冑の養子で、金錫衍の実子）
- 実曾祖父：金道泳（金錫翼の養子で、金錫衍の実子）
- 養祖父：金聖集（金道済の子）
- 実祖父：金聖応（金道泳の子）
- 父：清原府院君 金時黙
- 母：唐城府夫人 南陽洪氏
- 兄：金基大
- 兄：金基種
- 従姉妹の夫：洪楽倫（恵慶宮洪氏の弟）
- 夫：正祖
- 養子：純祖

## 登場作品

### ドラマ
- 『朝鮮王朝五百年 閑中録』（1988-1989年/MBC） 演：イ・イプセ
- 『朝鮮王朝五百年 正祖大王-偉大なる王の肖像』（1989年/MBC） 演：イ・フィヒャン
- 『大王の道』（1998年/MBC） 演：イ・エジョン
- 『イ・サン』（2007-2008年/MBC） 演：パク・ウネ